# Emmy Zehden

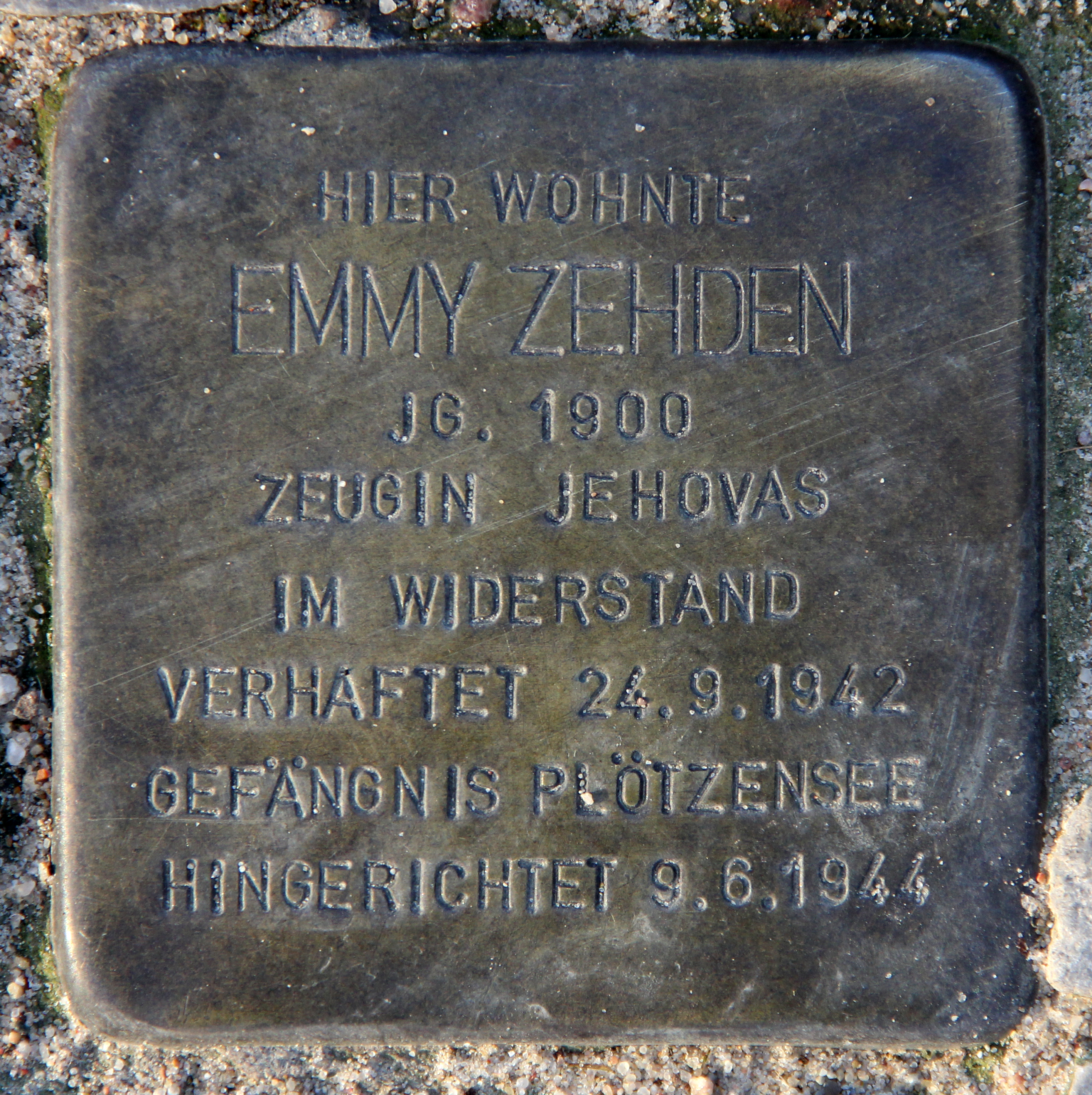
Stolperstein Emmy Zehden na Franzstraße 32 w Berlinie

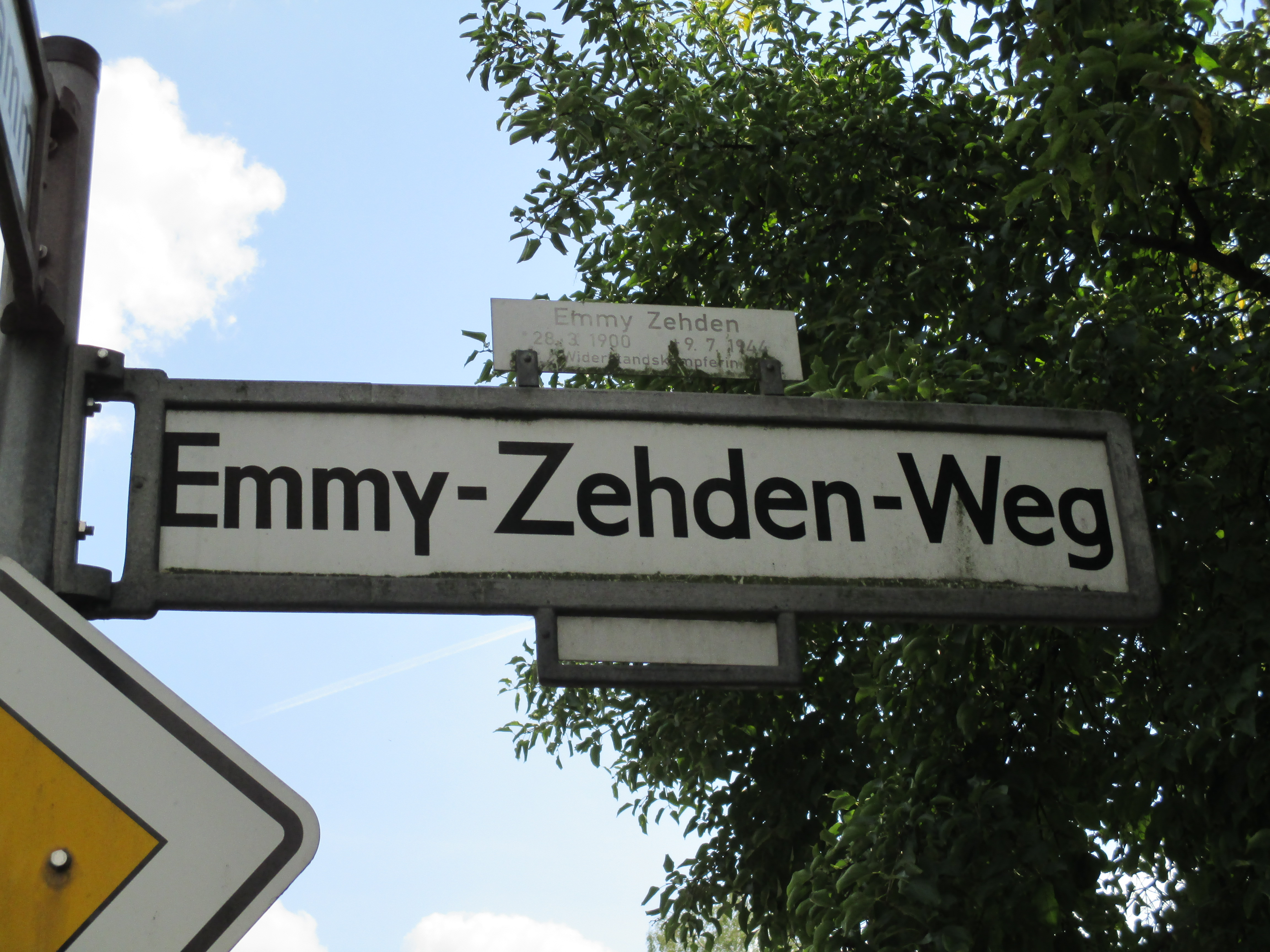
Tablica z nazwą ulicy przy skrzyżowaniu z Saatwinkler Damm

Emmy Zehden, z domu Windhorst (ur. 28 marca 1900 w Lübbecke, zm. 9 czerwca 1944 w Berlinie) – niemiecka członkini wspólnoty religijnej Świadków Jehowy, która w czasie II wojny światowej została skazana na karę śmierci.

## Życiorys
Emmy Zehden była żoną Niemca pochodzenia żydowskiego – Richarda Zehdena. Mieli przybranego syna, Horsta-Güntera Schmidta. Kiedy Horst wraz z dwoma innymi młodymi mężczyznami, którzy również byli Świadkami Jehowy, dostał powołanie do wojska, odmówił służenia Hitlerowi, przez co musiał się ukrywać. Emmy Zehden udzieliła całej trójce schronienia w swojej piwnicy. We wrześniu 1942 roku naziści odnaleźli kryjówkę i całą grupę aresztowano. Dwóch towarzyszy Horsta Schmidta ścięto. Emmy Zehden 19 listopada 1943 roku została skazana przez sąd na karę śmierci i dożywotnią utratę praw obywatelskich. Kilkukrotnie występowała z prośbą o ułaskawienie, wszystkie zostały jednak odrzucone. 9 czerwca 1944 roku została stracona poprzez ścięcie w więzieniu Plötzensee w Berlinie. Jej mąż Richard zginął 5 listopada 1943 roku w obozie koncentracyjnym Auschwitz-Birkenau, zaś przybrany syn Horst przeżył wojnę w celi śmierci w więzieniu w Brandenburgu, oczekując na wykonanie wyroku. Po wojnie ożenił się ze współwyznawczynią, Hermine Koschmieder-Schmidt z Gdańska, która przeżyła pobyt w obozie koncentracyjnym KL Stutthof.
7 maja 1992 roku władze Berlina uroczyście nadały jednej z ulic miasta (w obecnej dzielnicy Charlottenburg-Nord) imię Emmy Zehden (Emmy-Zehden-Weg). W okolicznościowym przemówieniu przedstawiciel władz niemieckich pochwalił jej odwagę i podał ją jako przykład jednej z wielu „zapomnianych ofiar” wojny. W październiku 2011 roku na ścianie domu Emmy Zehden przy Franzstraße 32 w Berlinie odsłonięta została tablica pamiątkowa. Jej imię nadano też jednej z ulic w mieście Lübbecke, miejscowości jej urodzenia